# Nnenna Okore
Nnenna Okore, née en Australie en 1975, est une artiste nigériane qui travaille à la fois au Nigeria et aux États-Unis. Ses créations sont des sculptures abstraites, utilisant des tissus, des voiles, des fils, et inspirées par les textures, les couleurs et les formes de son environnement et de son enfance. Elle réutilise notamment des matières mises au rebut et des objets de récupération.

## Biographie et créations
Née en 1975 en Australie de parents originaires de Ututu, dans l'État d'Abia, au Nigeria, elle revient à l'âge de quatre ans dans cet État du Nigeria. Elle grandit dans la ville universitaire de Nsukka , une ville où ses parents se sont installés et travaillent, en tant qu'universitaires. Les maisons en pisé avec couverture en zinc, ou les piles de bois de chauffage lui ont semblé déroutants à ce retour en Afrique, bien que familiers à son entourage. Elle a également été séduite par le terrain vallonné et accidenté.
Vivant dans les logements du personnel situés à proximité du campus et de la population rurale, elle a été en contact constant avec l'univers hors-campus. Elle a été attirée par les activités locales, et trouve encore une partie de son l'inspiration dans le paysage, l'architecture, la culture et la langue de cette région. Cet espace social a forgé sa sensibilité visuelle.
Elle a bénéficié d'un enseignement artistique à l'Université du Nigeria, à Nsukka, jusqu'en 1999.
Elle a ensuite travaillé comme freelance durant deux ans, puis a déménagé aux États-Unis, et a repris en 2004 et 2005 des études complémentaires à l'Université de l'Iowa.
Sa carrière a commencé ensuite dans le milieu universitaire  de l'Université de l'Iowa. Elle a été recrutée  pour enseigner et superviser la Sculpture. Elle est actuellement professeur d'art à l'Université North Park à Chicago.

## Ses œuvres
Aux côtés de son expérience de l'enseignement, cette jeune mère de quatre enfants maintient une dynamique de création, et expose régulièrement. Elle a commencé pendant ses études à expérimenter des créations avec des matériaux inhabituels, et à s'intéresser en parallèle aux questions de consommation, de récupération et de recyclage. Aujourd'hui, ses œuvres utilisent un éventail de matières comme l'argile, la corde, les tissus, le papier, etc. Certains de ses procédés de tissage, de couture, de laminage, de torsion et de teinture ont pour origine l'observation des tâches quotidiennes des personnes de son entourage,,. En 2012 et 2013, grâce à l'obtention d'une bourse dans le cadre du Programme Fulbright, elle mène un long projet au Nigeria, enseignant aussi à cette occasion à l'Université de Lagos. En novembre 2016, une partie de ses œuvres sont exposées à Paris dans le cadre de la Foire d’art contemporain et de design centrée sur l’Afrique, Also Known As Africa (AKAA), au Carreau du Temple.